# Pulligny
Cet article possède un paronyme, voir Bulligny.
Pulligny est une commune française située dans le département de Meurthe-et-Moselle en région Grand Est.

## Géographie

### Localisation
La commune est à 10,3 km de Neuves-Maisons et 21,9 de Nancy.

### Sismicité
Commune située dans une zone 1 de sismicité très faible.

### Hydrographie
La commune est dans le bassin versant du Rhin au sein du bassin Rhin-Meuse. Elle est drainée par le Madon, le ruisseau de Ceval, le ruisseau de Chardonnot et le ruisseau de la Pachée,,.
Le Madon, d'une longueur de 97 km, prend sa source dans la commune de Vioménil et se jette  dans la Moselle à Pont-Saint-Vincent, après avoir traversé 47 communes. Les caractéristiques hydrologiques du Madon sont données par la station hydrologique située sur la commune. Le débit moyen mensuel est de 10,2 m3/s. Le débit moyen journalier maximum est de 284 m3/s, atteint lors de la crue du 30 décembre 2001. Le débit instantané maximal est quant à lui de 371 m3/s, atteint le 4 octobre 2006.

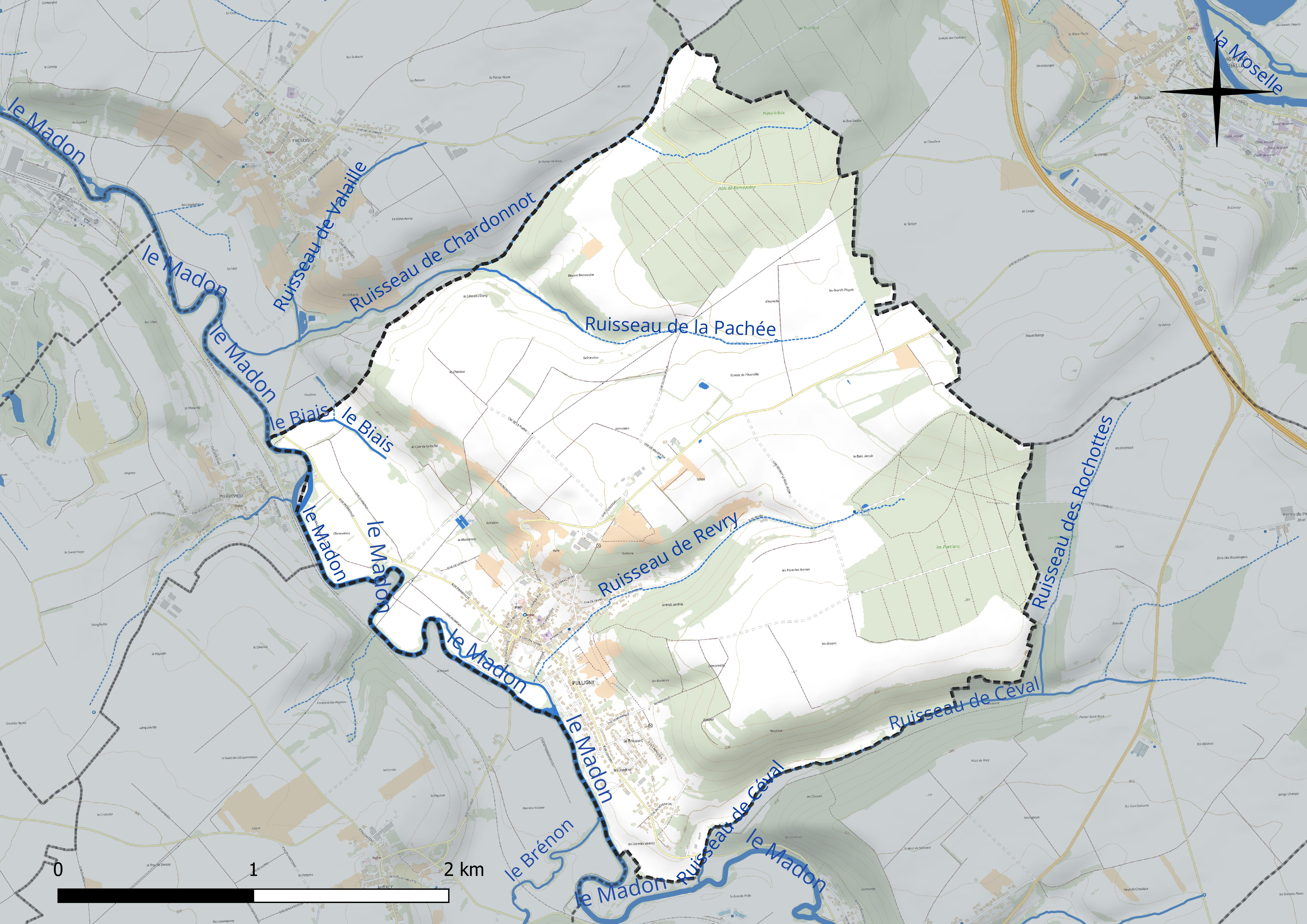
Réseau hydrographique de Pulligny.

### Climat
Pour des articles plus généraux, voir Climat du Grand Est et Climat de Meurthe-et-Moselle.
En 2010, le climat de la commune est de type climat des marges montagnardes, selon une étude du Centre national de la recherche scientifique s'appuyant sur une série de données couvrant la période 1971-2000. En 2020, Météo-France publie une typologie des climats de la France métropolitaine dans laquelle la commune est exposée à un climat semi-continental et est dans la région climatique  Lorraine, plateau de Langres, Morvan, caractérisée par un hiver rude (1,5 °C), des vents modérés et des brouillards fréquents en automne et hiver. 
Pour la période 1971-2000, la température annuelle moyenne est de 9,7 °C, avec une amplitude thermique annuelle de 16,9 °C. Le cumul annuel moyen de précipitations est de 844 mm, avec 12,2 jours de précipitations en janvier et 9,8 jours en juillet. Pour la période 1991-2020, la température moyenne annuelle observée sur la station météorologique de Météo-France la plus proche, « Nancy-Ochey », sur la commune d'Ochey à 15 km à vol d'oiseau, est de 10,5 °C et le cumul annuel moyen de précipitations est de 810,4 mm. 
La température maximale relevée sur cette station est de 39,6 °C, atteinte le 25 juillet 2019 ; la température minimale est de −19,1 °C, atteinte le 12 janvier 1987,,. 
Les paramètres climatiques de la commune ont été estimés pour le milieu du siècle (2041-2070) selon différents scénarios d'émission de gaz à effet de serre à partir des nouvelles projections climatiques de référence DRIAS-2020. Ils sont consultables sur un site dédié publié par Météo-France en novembre 2022.

## Urbanisme

### Typologie
Au 1er janvier 2024, Pulligny est catégorisée bourg rural, selon la nouvelle grille communale de densité à sept niveaux définie par l'Insee en 2022.
Elle est située hors unité urbaine. Par ailleurs la commune fait partie de l'aire d'attraction de Nancy, dont elle est une commune de la couronne,. Cette aire, qui regroupe 353 communes, est catégorisée dans les aires de 200 000 à moins de 700 000 habitants,.

### Occupation des sols
L'occupation des sols de la commune, telle qu'elle ressort de la base de données européenne d’occupation biophysique des sols Corine Land Cover (CLC), est marquée par l'importance des territoires agricoles (64,8 % en 2018), en diminution par rapport à 1990 (65,8 %). La répartition détaillée en 2018 est la suivante : terres arables (32,9 %), forêts (29,1 %), prairies (24,7 %), cultures permanentes (7,2 %), zones urbanisées (6,1 %). L'évolution de l’occupation des sols de la commune et de ses infrastructures peut être observée sur les différentes représentations cartographiques du territoire : la carte de Cassini (XVIIIe siècle), la carte d'état-major (1820-1866) et les cartes ou photos aériennes de l'IGN pour la période actuelle (1950 à aujourd'hui).

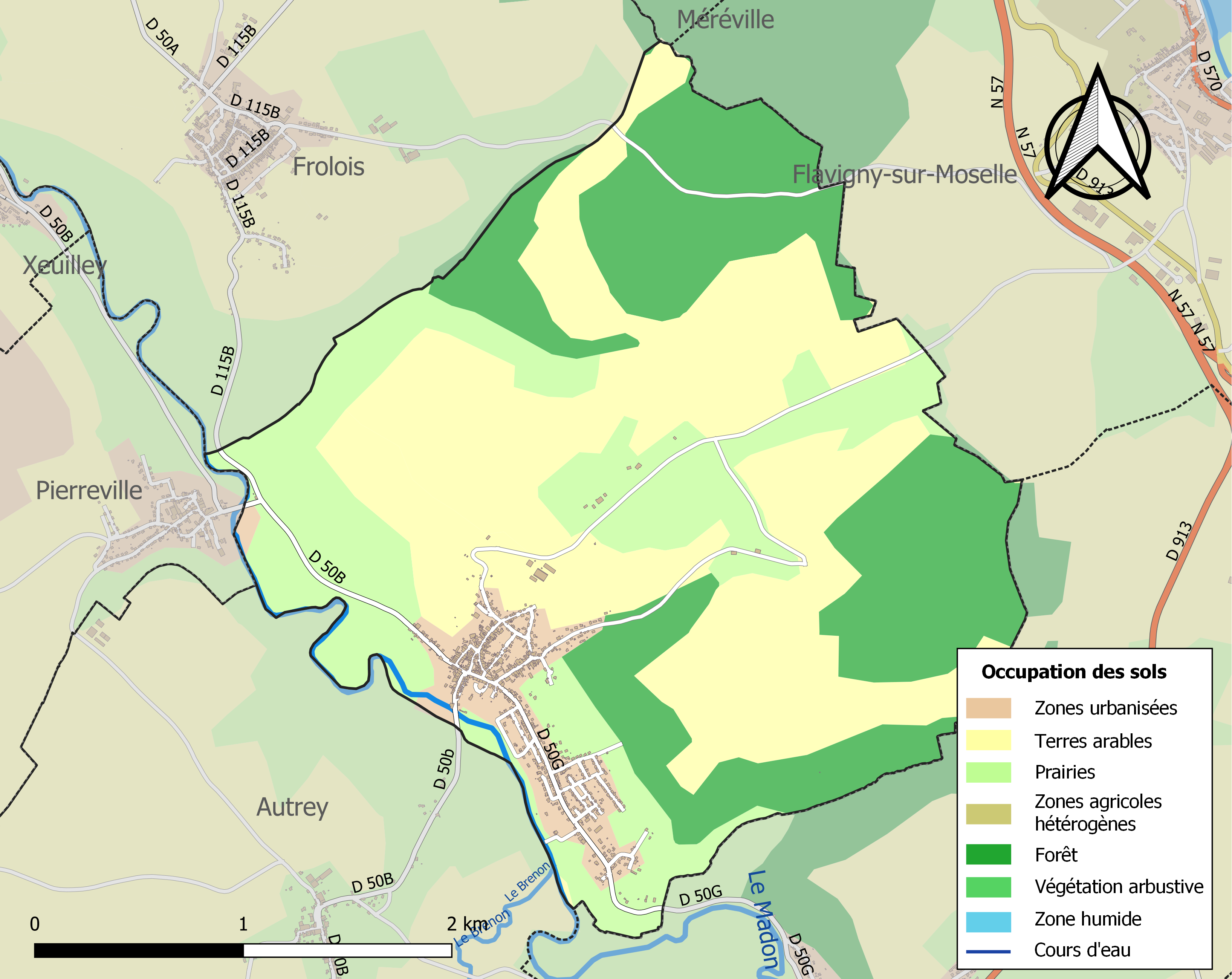
Carte des infrastructures et de l'occupation des sols de la commune en 2018 (CLC).

### Voies de communications et transports

#### Voies routières
Autoroutes proches : 
- A31 (aussi appelée autoroute de Lorraine-Bourgogne) : échangeur Colombey-les-Belles ;
- A33 ;
- A330 : échangeur Flavigny-sur-Moselle.

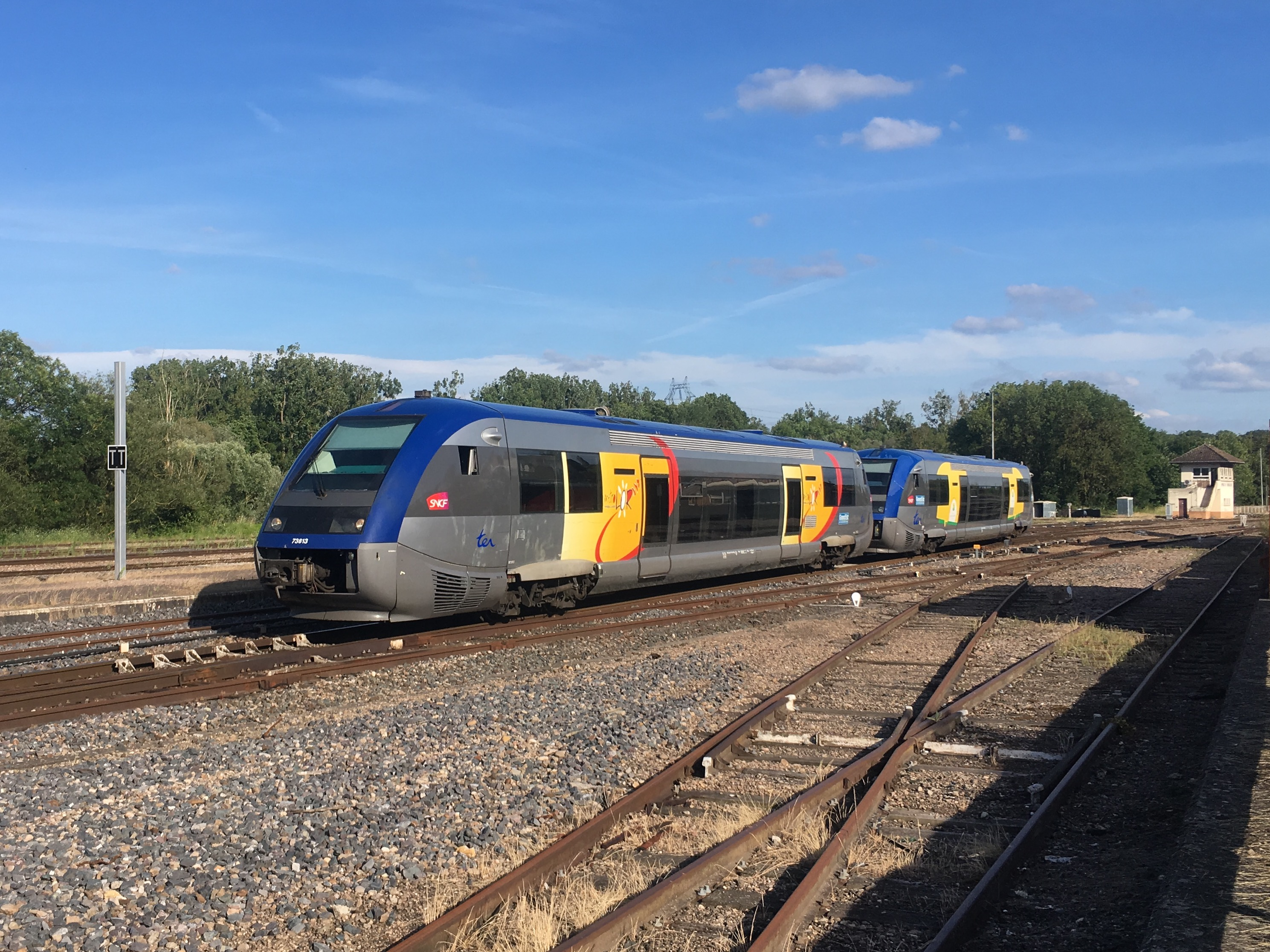
Gare de Pont-Saint-Vincent.

#### Transports en commun
- Fluo Grand Est.

#### Lignes SNCF
- Gare de Neuves-Maisons.
- Gare de Pont-Saint-Vincent.

## Toponymie
Le nom de la localité est attesté sous les formes Villa de Pullignei (1204) ; Lou chaistel de Puligney (1344) ; Pullegney (1345) ; Puligneyum (1378) ; Pulgneyum (1380) ; Pullegneyum (1402) ; Pulligney (1424) ; Poullegni (1457) ; Pullegny (1487).

## Histoire

### Antiquité
Pulligny a des origines très anciennes selon l'abbé Eugène Martin. Il évoque une villa romaine dont on aurait découvert "des restes de construction assez importantes dans les fossés du château", ainsi que  des tuiles romaines, des pièces de monnaies, des restes de poteries. Toujours selon cette source, le nom de la commune pourrait dériver de Pullus, nom propre qui serait le premier possesseur de ce domaine.
Par ailleurs, une pétition de villageois à la fin du 19e siècle contre le nouveau tracé de la route de Flavigny comporte un plan sur lequel on peut lire la légende "voie romaine" sur le tracé de l'actuel chemin du Grand Mont, mention conforme à la tradition orale locale. 

### Moyen Âge
La plus ancienne source écrite mentionnant Pulligny est un parchemin en latin daté de 1264. C'est une renonciation de Perrin d'Escrines [Acraigne, aujourd'hui Frolois, commune voisine de Pulligny], écuyer, à toutes les prétentions qu'il avait sur les biens de Pulligny appartenant à l'abbaye de Clairlieu, notamment sur des vignes. Un canton nommé "En moines" sur le cadastre de Pulligny garde sans doute la mémoire de ces possessions. Dans un parchemin de 1314, Gérard, chevalier, sire de Pulligny, fait une donation à cette abbaye pour sa sépulture future et pour la célébration de messes à son intention et gage la dépense sur les recettes de "nostre molin de Pulligney". Ces documents attestent la présence très ancienne de la vigne et du moulin à Pulligny. 
Un pouillé [dénombrement des bénéfices et biens ecclésiastiques] du diaconné [doyenné] du Saintois, datant de 1743, indique que "Le bourg de Pulligny a donné son nom à une illustre famille de l'ancienne chevalerie qui a donné de grands hommes, ce pendant plusieurs siècles. Car Jehan de Pulligny fit bâtir le château en 1187." Ce document évoque aussi Vautier de Pulligny, qui prêta 1200 livres à la duchesse Marie de Blois (veuve de Raoul, duc de Lorraine) en 1338, et son fils, Jehan, qui fut doyen de la cathédrale de Toul. 
On sait également que les Pulligny furent des alliés matrimoniaux de familles réputées comme les Joinville dont les armes figurent sur une des clé-de-voûte de l'église (15e s., inscrite au titre des monuments historiques en totalité). Une stèle funéraire dans la chapelle seigneuriale, ou Haute-Chapelle de l'église, est dédiée à Perrin de Pulligny dont une fille, Jeanne de Pulligny, fut la fondatrice du couvent des Cordeliers de la Chapelle-aux-Bois.
Les sires de Pulligny, portaient d'azur au lion d'argent, armé, lampassé et couronné d'or. La seigneurie comportait Pulligny, Ceintrey et Voinémont et ses sires obtinrent diverses possessions à Pierreville, Ochey, Dieulouard, Tonnoy... Cette famille est à l'origine de la construction de l'église au milieu du XVe siècle et s'est éteinte peu après 1466 selon l'abbé Martin.
Le Madon marquait la frontière entre le duché de Lorraine et le comté de Vaudémont, dont les princes furent souvent en conflit. Thiébaut II, duc de Lorraine, fut battu à Pulligny en 1306 par Henri III, comte de Vaudémont.

### Renaissance
Le village souffrit aussi des guerres de religion qui agitaient le royaume de France. En septembre 1558 l'armée des Reitres protestants commandés par le duc de Bouillon, allié de Henri de Bourbon, futur roi Henri IV, campa à Pulligny et dans les environs. Elle commit des exactions et vida les caves de ces pays vignerons.  
Après la mort du dernier sire de Pulligny, la seigneurie échut à six familles nobles, puis fut partagée entre seize "seigneurs de Pulligny, en partie" parmi lesquels on trouve les Rhingraf [les comtes du Rhin], une des deux Maisons qui régnaient en indivision sur la principauté de Salm, mais également des bourgeois anoblis comme les Berman et les Fériet, grands négociants de Saint-Nicolas de Port. Pour gérer une seigneurie aussi émiettée, un accord intervint entre les seigneurs qui nommèrent trois maires. On ignore le lien qui existe entre ces derniers et l'existence à Pulligny de trois grandes maisons seigneuriales du 16e s. (voir § patrimoine). Cette densité seigneuriale explique la présence dans les maisons du village ancien de Pulligny de linteaux à arc trilobé, de fenêtres à meneau, pietà, cheminées et escaliers en pierre, ainsi qu'un nombre élevé de chapelles : dix dans l'église et une en bordure du cimetière. Une douzième a été construite dans les vignes à la fin du 19e s. (voir § patrimoine).  

### Révolution et Empire
L'abbé Martin relate les démêlés de M. Arnould, curé du village, avec les révolutionnaires du village. Il n'avait accepté la constitution civile du clergé qu'avec restriction et connut des injures, des menaces avant d'être incarcéré à Nancy et privé de tous ses biens. Il sauva sa tête, sans doute en raison de son grand âge, et parvint à s'exiler à Deux-Ponts [Zweibrücken]. De retour en Lorraine, il mourut peu après, le 9 septembre 1795, dans la misère.   
Une tombe ancienne dans le cimetière conserve le souvenir de Jean-Pierre Robaine qui obtint de la main de Napoléon la Légion d'Honneur en reconnaissance de son courage lors du combat de Méry-sur-Seine (Aube) en 1814 contre les Russes qui marchaient vers Paris. On retrouve le nom des Robaine dans la liste des maires de Pulligny, dans le nom des donateurs des vitraux de l'église et dans l'histoire du bâtiment actuel de la mairie.   

### Guerre de 1870-1871
Le monument aux morts de Pulligny, situé dans le cimetière, est antérieur à la guerre de 14-18. Il rend hommage à trois Pullinéens qui moururent pendant la guerre de 1870-1871. Le capitaine Dautel, Camille Crépey et Eugène Simon perdirent la vie au sein des Corps-Francs qui tentaient de résister à l'invasion prussienne. Les citoyens de Pulligny érigèrent ce monument par souscription en leur honneur et, après les autres guerres, on fixa de nouvelles plaques portant le nom des enfants de la commune morts pour la France.  

### Seconde Guerre mondiale
Le 21 juin 1940, la 212e division d'infanterie allemande du Generalleutnant Theodor Endres dont le poste de commandement se trouve à Ceintrey prend possession du village, les transmissions ayant signalé des francs-tireurs qui auraient abattu un gradé allemand sur la route de la gare. Émile Jacquemin, un ouvrier aux aciéries de Neuves-Maisons, dont Roger Bruge indique qu'il a été désigné comme asocial (terminologie nazie pour désigner ceux qui étaient considérés comme bolchéviques) par le maire de la commune, sommé de faire une liste d'otages, est fusillé devant la maison de M. Menet sur l'ordre du général Endres.
Après avoir fait évacuer les habitants sur les hauteurs d'Autrey, les Allemands incendient Pulligny. Cinquante-huit maisons sont totalement détruites, quarante-deux sont très endommagées. Un odonyme local (Rue du 21-Juin-1940) rappelle ces événements.
Pulligny a reçu la Croix de guerre le 31 juillet 1949 des mains du ministre Paul Ramadier.

## Politique et administration
| Période                                  | Période    | Identité          | Étiquette | Qualité |
| ---------------------------------------- | ---------- | ----------------- | --------- | ------- |
| Les données manquantes sont à compléter. |            |                   |           |         |
| février 1939                             | avril 1945 | Henri Trotot      |           |         |
| 1945                                     | 1955       | Arthur Aubert     |           |         |
| mars 1971                                | mars 1977  | Roger Girot       |           |         |
| mars 1977                                | mars 1983  | Pierre Balthazard |           |         |
| mars 1983                                | mars 2001  | Mme Colin         |           |         |
| mars 2001                                | mars 2008  | Denis Gardel      |           |         |
| mars 2008                                | mai 2020   | Jean-Luc Dussaucy |           |         |
| mai 2020                                 | En cours   | Denis Gardel      |           |         |

### Budget et fiscalité 2021

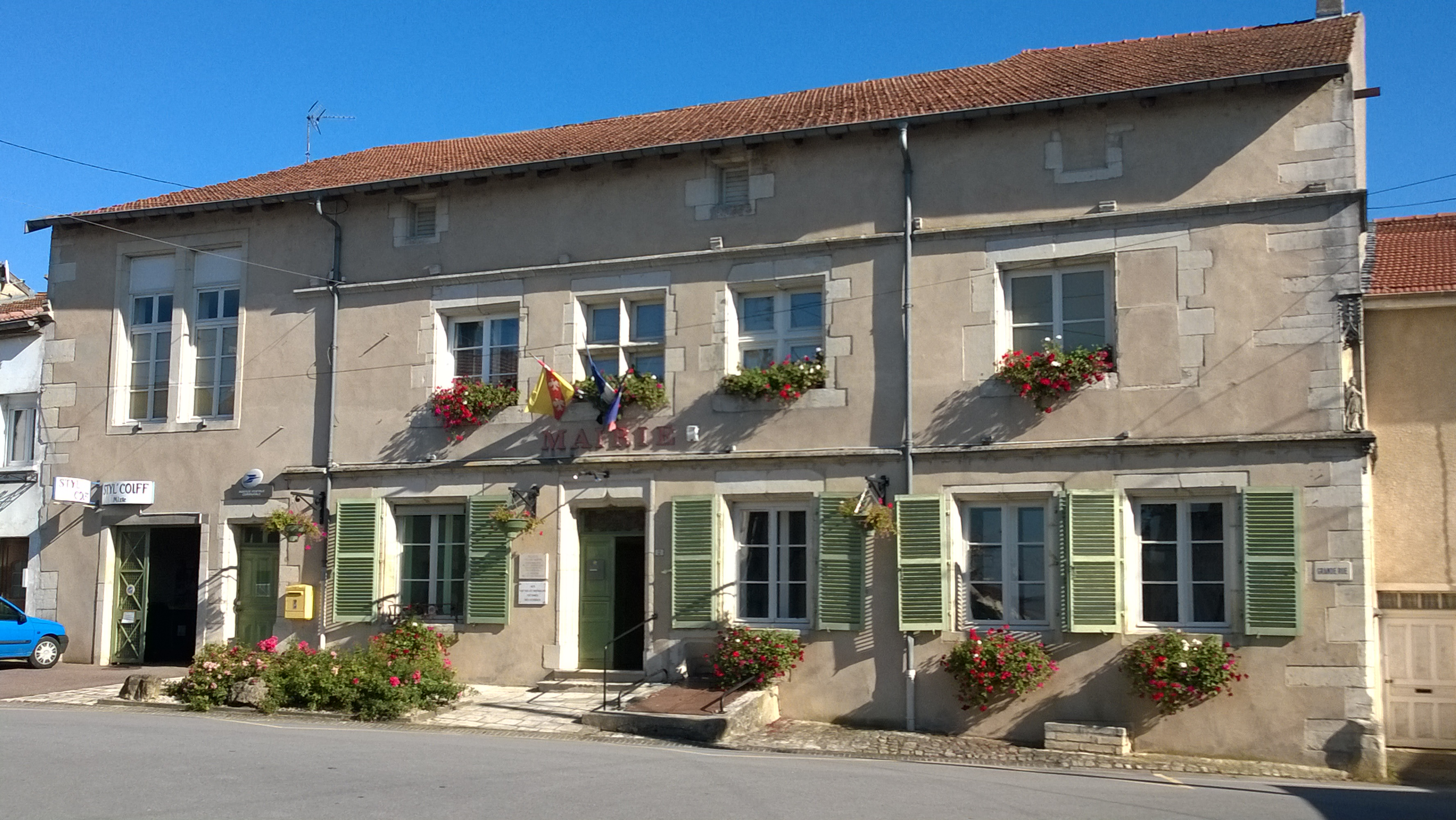
La mairie.

En 2021, le budget de la commune était constitué ainsi :
- total des produits de fonctionnement : 797 000 €, soit 678 € par habitant ;
- total des charges de fonctionnement : 701 000 €, soit 596 € par habitant ;
- total des ressources d'investissement : 104 000 €, soit 88 € par habitant ;
- total des emplois d'investissement : 129 000 €, soit 110 € par habitant ;
- endettement : 317 000 €, soit 270 € par habitant.

Avec les taux de fiscalité suivants :
- taxe d'habitation : 10,50 % ;
- taxe foncière sur les propriétés bâties : 28,14 % ;
- taxe foncière sur les propriétés non bâties : 38,17 % ;
- taxe additionnelle à la taxe foncière sur les propriétés non bâties : 0,00 % ;
- cotisation foncière des entreprises : 0,00 %.

Chiffres clés Revenus et pauvreté des ménages en 2020 : médiane en 2020 du revenu disponible, par unité de consommation : 24 820 €.

## Population et société

### Démographie
L'évolution du nombre d'habitants est connue à travers les recensements de la population effectués dans la commune depuis 1793. Pour les communes de moins de 10 000 habitants, une enquête de recensement portant sur toute la population est réalisée tous les cinq ans, les populations de référence des années intermédiaires étant quant à elles estimées par interpolation ou extrapolation. Pour la commune, le premier recensement exhaustif entrant dans le cadre du nouveau dispositif a été réalisé en 2008.

En 2022, la commune comptait 1 151 habitants, en évolution de −1,96 % par rapport à 2016 (Meurthe-et-Moselle : −0,13 %, France hors Mayotte : +2,11 %).
| 1793 | 1800 | 1806 | 1821 | 1831 | 1836 | 1841 | 1846 | 1851 |
| ---- | ---- | ---- | ---- | ---- | ---- | ---- | ---- | ---- |
| 754  | 829  | 884  | 876  | 874  | 866  | 855  | 850  | 770  |

| 1856 | 1861 | 1872 | 1876 | 1881 | 1886 | 1891 | 1896 | 1901 |
| ---- | ---- | ---- | ---- | ---- | ---- | ---- | ---- | ---- |
| 769  | 734  | 711  | 682  | 628  | 662  | 640  | 623  | 639  |

| 1906 | 1911 | 1921 | 1926 | 1931 | 1936 | 1946 | 1954 | 1962 |
| ---- | ---- | ---- | ---- | ---- | ---- | ---- | ---- | ---- |
| 649  | 677  | 689  | 725  | 719  | 705  | 592  | 608  | 776  |

| 1968 | 1975 | 1982 | 1990  | 1999  | 2006  | 2008  | 2013  | 2018  |
| ---- | ---- | ---- | ----- | ----- | ----- | ----- | ----- | ----- |
| 764  | 792  | 846  | 1 113 | 1 171 | 1 225 | 1 243 | 1 194 | 1 155 |

| 2022  | - | - | - | - | - | - | - | - |
| ----- | - | - | - | - | - | - | - | - |
| 1 151 | - | - | - | - | - | - | - | - |

## Économie

### Entreprises et commerces

#### Agriculture et élevage
- Élevage d'ovins et de caprins.
- Élevage d'autres animaux.

#### Tourisme
- Hébergements et restauration à Voinémont, Méréville, Pont-Saint-Vincent, Haroué.

#### Commerces
- Commerces et services de proximité.

## Culture locale et patrimoine

### Lieux et monuments

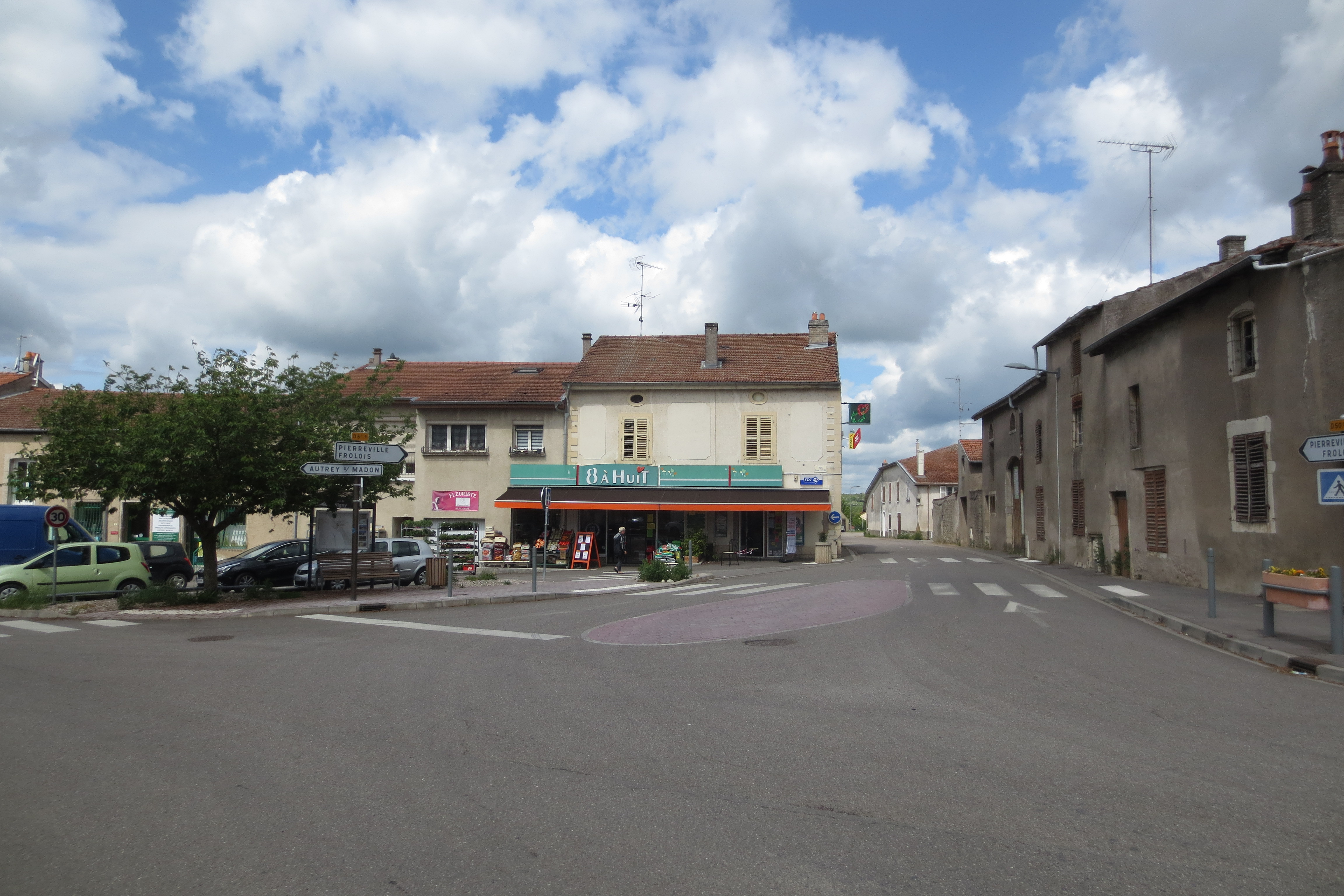
Carrefour rue du Général-Leclerc et rue de Pierreville.

#### Édifices civils

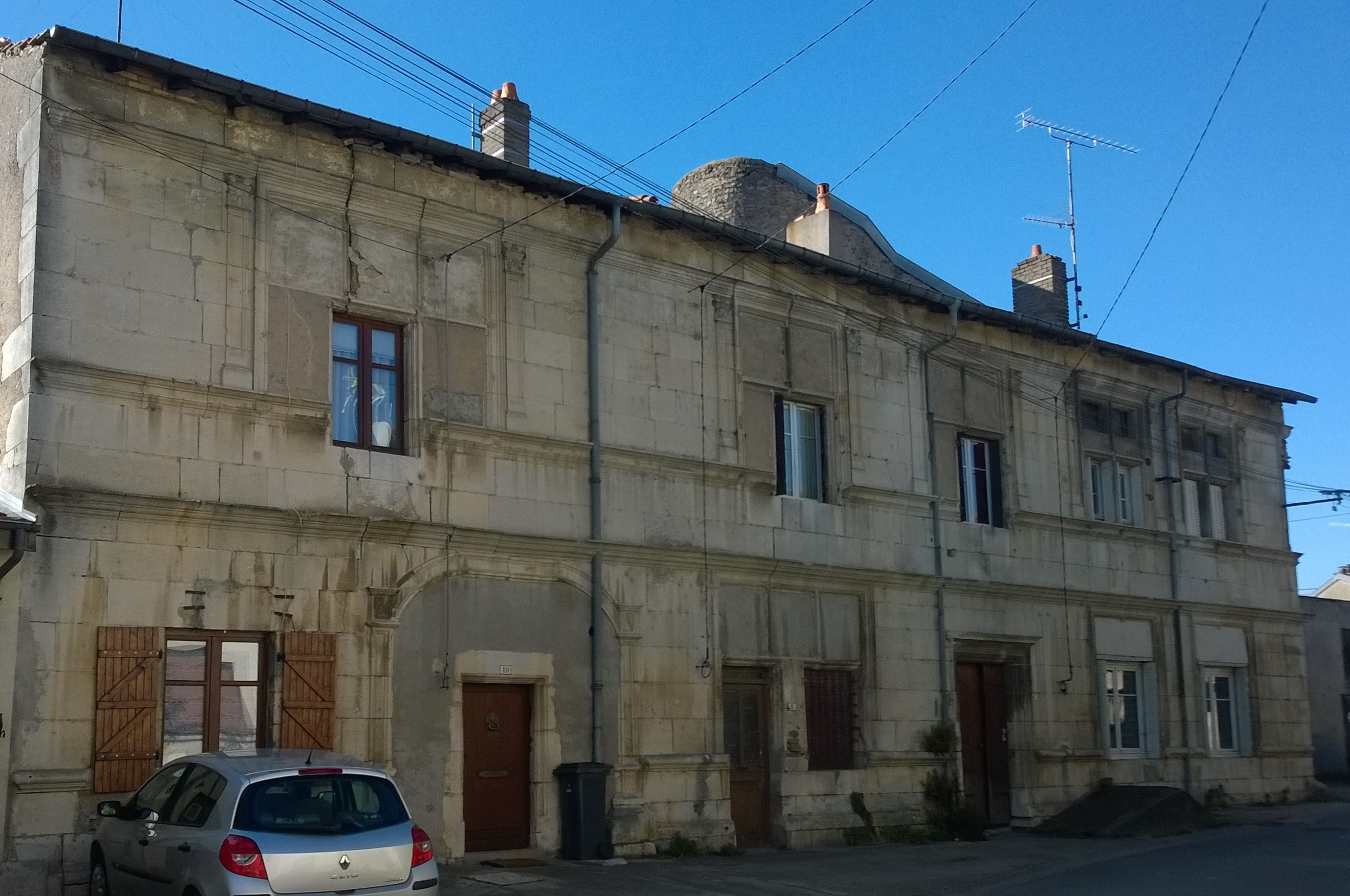
Maison des Loups.

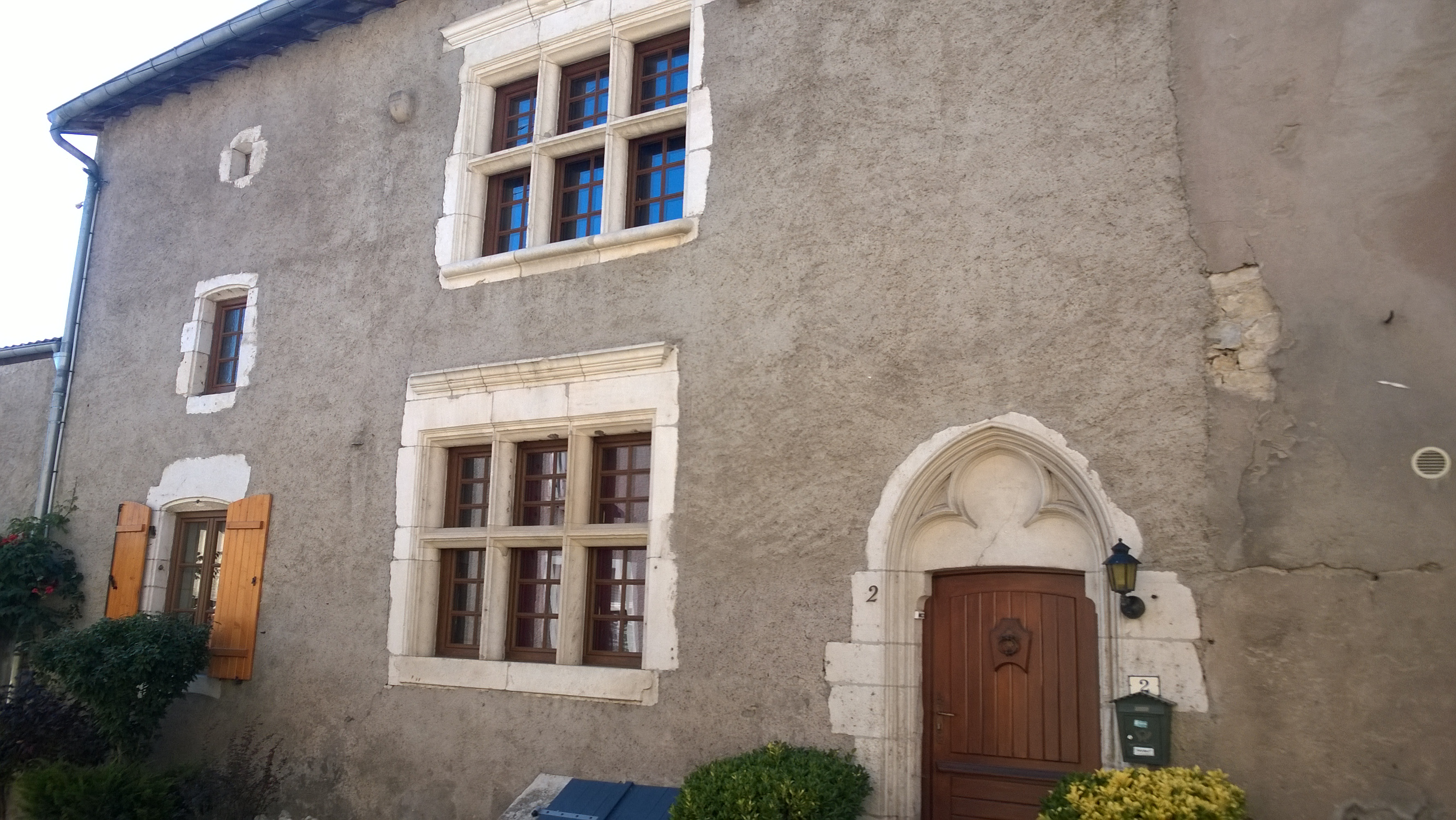
Maison Pierret.

- Trésor de monnaies romaines trouvé au lieu-dit la Plaine.
- Substructions gallo-romaines sous les ruines du château fondé en 1187.
- Château fort construit en 1187, par Jean Ier de Pulligny et détruit sans doute pendant la guerre de Trente Ans, était situé dans le bas du village près des rives du Madon ; son enceinte constituait un carré de soixante mètres de côté avec quatre tours d'angle ; la dernière au nord-est n'a complètement disparu qu'au XIXe siècle ; le château était entouré de fossés artificiels alimentés par le ruisseau de Revry[36].
- Mairie : cette ferme du XVIe siècle a été donnée vers 1890 à l'abbé Piant, curé de Pulligny de 1883 à 1936, par Élisabeth Robaine. En 1892, on y créa des écoles maternelle et primaire libres confiées aux religieuses de la doctrine chrétienne ; ces établissements furent supprimés en 1905 ; l'immeuble fut inauguré en tant que maison paroissiale en 1908 ; l'abbé Piant transforma les engrangements à gauche, supprimant la porte charretière, créant un théâtre à l'étage, éclairé par des fenêtres jumelles qui remplacèrent une gerbière; son successeur y fit ouvrir une porte de garage. l'immeuble fut transformé en mairie en 1983.
- La Maison des Loups XIVe/XVIe, maison seigneuriale,  objet d'une inscription au titre des monuments historiques depuis 1926[37].
- Maison Pierret, située 2 rue des Loups, du XVe siècle, objet d'une inscription au titre des monuments historiques depuis 1926[38].
- Moulin à blé, Moulin à foulon, scierie, usine de construction mécanique, centrale hydro-électrique. Moulin très ancien mentionné dès 1314, occupé par les reîtres allemands en 1587, loué par les co-seigneurs de Pulligny en 1792 puis vendu comme bien d'immigré en 1794 ; après 1870, transformé en atelier de construction et réparation de petit matériel agricole ; une scie à grumes, une génératrice qui produira l'électricité pour les particuliers du village jusqu'en 1946, un atelier de construction mécanique et métallique remplaceront le moulin à grains ; la force motrice nécessaire sera produite par une turbine de type « fontaine » qui remplacera la roue à aubes ; les nouvelles activités du moulin disparaîtront les unes après les autres.

#### Édifices religieux

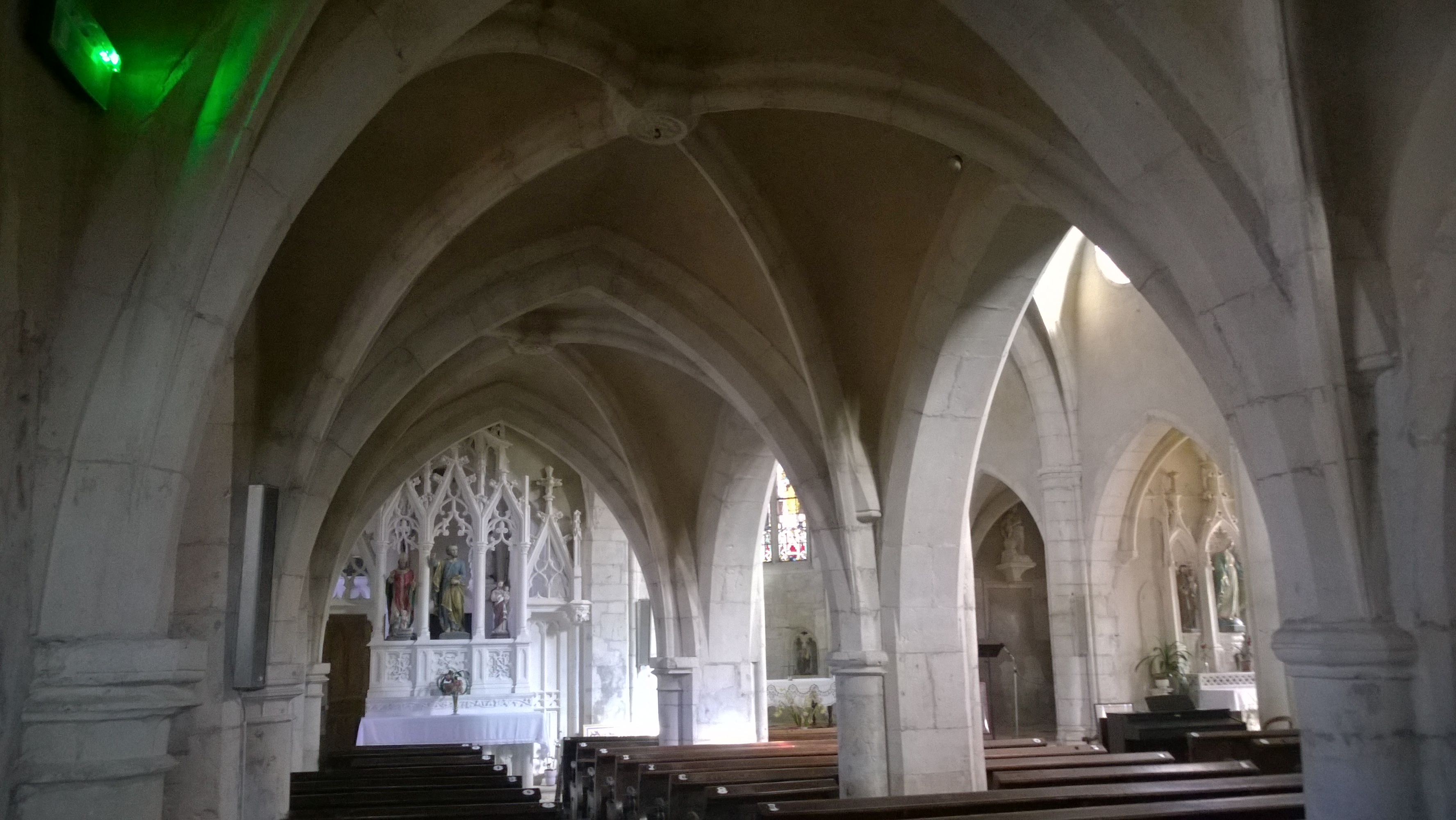
Église Saint-Pierre-aux-Liens.

- Église paroissiale Saint-Pierre-aux-Liens de style gothique élevée au XVe siècle ; plusieurs chapelles ont été accolées aux XVe et XVIe siècles au bas-côté nord ; la base de la tour est contemporaine de l'église, mais la partie supérieure a été rebâtie en 1721, et surmontée d'une flèche dont la charpente a été restaurée en 1886, date portée. Cet édifice est l'objet d'une inscription sur l'inventaire supplémentaire des monuments historiques depuis 1926[39].

Verrières
Cloche de 1612.
Statues :
* Statue (petite nature) : Vierge de Pitié.
* Statue sur console Saint Jacques le Majeur
* Statue Saint Pierre.
* statue Christ en croix.
* Groupe sculpté Saint Christophe.
Tableau, cadre : le Rosaire remis à sainte Catherine-de-Sienne et à saint Dominique.
- Chapelle de Notre-Dame-de-Pitié, de style gothique flamboyant, construite à l'emplacement d'un ancien oratoire dit de Savignon en 1868, et bénie le 24 juin 1868[48].

Mobilier de la chapelle.
Maître-autel.
Tableau le Christ des douleurs.
Prie-Dieu.
- Monument aux morts[53] : Conflits commémorés : 1870-1871-  1914-1918 - 1939-1945 - AFN-Algérie (1954-1962).

### Croyances liées à la commune
Selon les partisans de la survivance de Jeanne d'Arc au supplice du bûcher, ses restes auraient été un temps ensevelis quelque part dans le chœur de l'église sous le nom de Jeanne des Armoises puis déplacés dans l'ossuaire du cimetière, peu de temps avant la canonisation de la sainte.

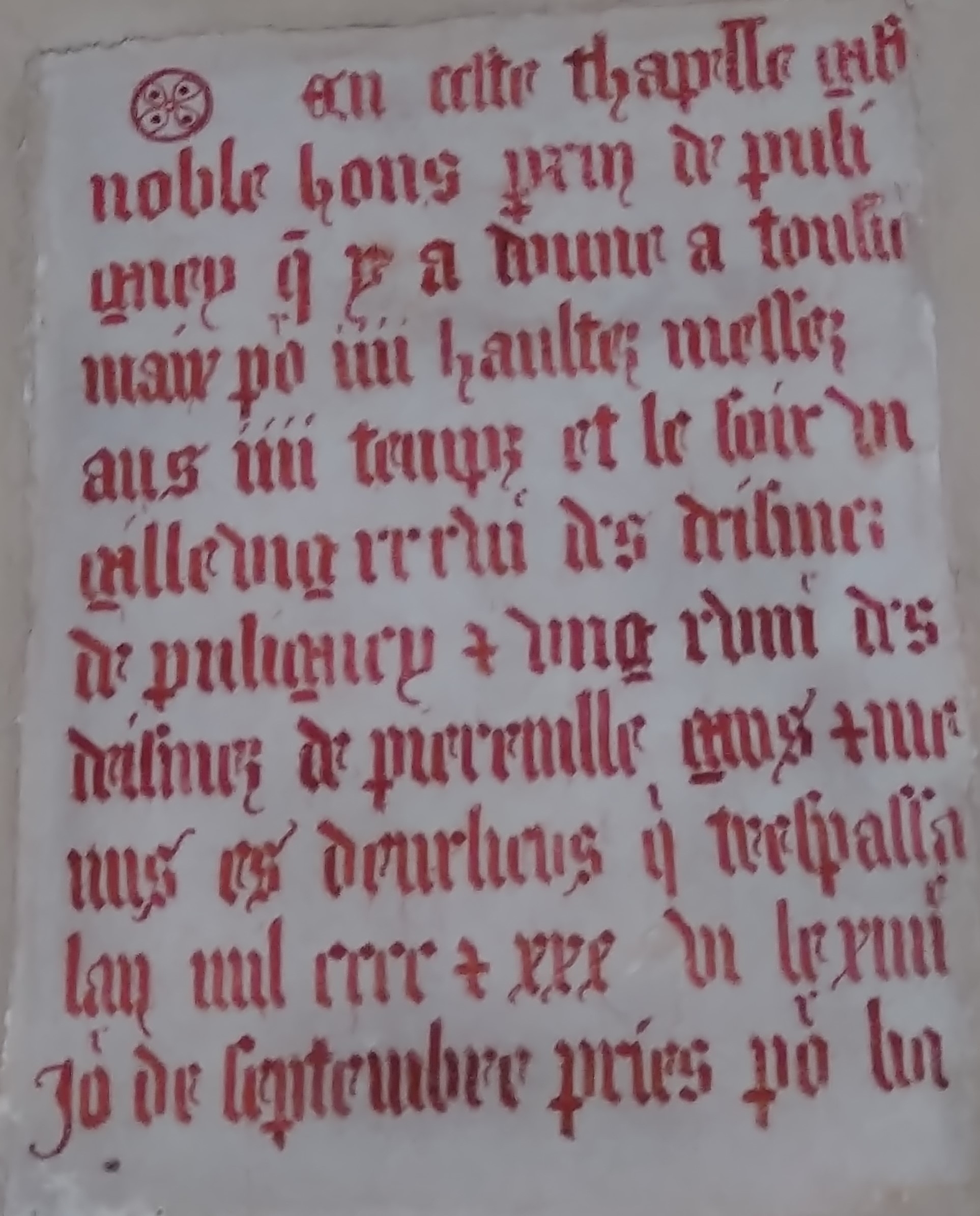
Inscription dans le chœur.

Une inscription en vieux français en lettres rouges portant ses initiales est visible sur un des murs du chœur côté sacristie.
Selon cette même controverse, Jeanne des Armoises (postulante de Jeanne d'Arc) aurait épousé Robert des Armoises et elle aurait fini ses jours à Autrey, village voisin de Pulligny.
Seigneur de Pulligny.
La plus ancienne preuve authentique que nous ayons de l'existence de Pulligny, en atteste en même temps la haute antiquité : en 1187, Jean de Pulligny y fit bâtir un château.
Le manoir élevé en 1187 devait être pendant des siècles la propriété d'une famille de chevaliers qui porta le nom de Pulligny, adopta comme armoiries l'écu d'azur au lion d'argent, armé, et couronné d'or, posséda les villages de Pulligny, Ceintrey et Voinénont et contracta de nombreuses alliances avec les principales maisons lorraines.
Jean, fondateur du château de Pulligny, n'était point un homme nouveau, sa maison était déjà connue :
Adson cite comme 49e évêque de Toul, Gérard, de l'illustre famille de Pulligny, « de nobili stirpe de Pulligneyo ». Quelle qu'en soit la valeur généalogique, ce mot nous révèle tout au moins la considération dont jouissait cette noble maison.

### Personnalités liées à la commune
- Eugène Martin (1859-1948) écrivain, né à Pulligny, auteur notamment d'une monographie sur Pulligny : Pulligny : étude historique et archéologique Éditeur Crépin-Leblond, 1893 [lire en ligne][54],[55].

- Le 1er août 1949, Arthur Aubert, maire de Pulligny et entouré d'autorités civiles et militaires, remercie au nom de la municipalité le ministre de La Défense Nationale ainsi que le Président Paul Ramadier qui remettront la Croix de guerre à ce village lorrain en reconnaissance de la souffrance et les déportations subies, en particulier, lors du mois de juin 1940 où une partie du village a été brûlée par l’envahisseur allemand.

### Héraldique, logotype et devise
| Blason de Pulligny | Blason  | D'azur au lion d'argent, armé et lampassé d'or. |
| Blason de Pulligny | Détails | Ce sont les armes de la famille de Pulligny, seigneur du lieu. Cette famille d'ancienne chevalerie, s'est éteinte au XIVe siècle et la seigneurie qui était alors considérable fut partagée entre plus de vingt seigneurs. Le statut officiel du blason reste à déterminer. |